# Terapia empírica
La terapia empírica o tratamiento empírico es un enfoque médico en el que se inicia un tratamiento basado en una hipótesis clínica fundamentada, antes de contar con un diagnóstico definitivo. Se aplica cuando el retraso en el tratamiento podría empeorar el pronóstico del paciente.
La relación entre la prescripción antibiótica inadecuada y la aparición de resistencias antibióticas ha generado una gran inquietud, por lo que se ha desarrollado una serie de iniciativas para mejorar la utilización de antimicrobianos. Entre sus objetivos se busca que se prescriban una terapia antibiótica empírica tan pronto como sea posible, y que esta sea revisada a los 2-3 días después de su inicio.

## Definición y bases conceptuales
El término proviene del concepto de evidencia empírica. A diferencia de la terapia dirigida (donde se conoce el agente causal), la terapia empírica actúa sobre una presunción razonable basada en:
- Síntomas clínicos
- Epidemiología local
- Factores de riesgo del paciente
- Pruebas preliminares (por ejemplo: tinción de Gram, PCR)

## Evolución histórica
El término ha evolucionado:
- Siglos XVIII-XIX: Se asociaba a curanderismo.
- Medicina moderna: Enfoque probabilístico con base científica.[3]

Actualmente, la medicina basada en la evidencia y los sistemas expertos optimizan estas decisiones.  Si bien toda práctica clínica basada en la ciencia médica se sustenta en gran medida en evidencia empírica, actualmente se promueven iniciativas para garantizar que todo el conocimiento científico relevante en un área médica específica se aplique de manera sistemática en la práctica clínica, priorizando y ponderando los hallazgos más robustos. Este enfoque representa un avance respecto a ciclos anteriores, donde la experiencia personal —incluso la opinión de expertos con fundamento científico— se consideraba suficiente por sí misma.
Así, la medicina basada en la evidencia busca que los profesionales médicos tomen decisiones para cada paciente mediante un pensamiento crítico y un dominio integral de la literatura científica disponible. No obstante, la implementación operativa de este objetivo es compleja, dado que resulta inviable que un solo individuo asimile todo el conocimiento biomédico existente. Para abordar este desafío, se están desarrollando herramientas de tecnología de la información sanitaria, como sistemas expertos o soluciones basadas en inteligencia artificial, que facilitan el acceso y la síntesis del conocimiento médico

## Terapia antibiótica empírica
La terapia antibiótica empírica (o antibioterapia empírica) es el uso de antibióticos basado en la sospecha clínica de una infección, antes de identificar el patógeno específico. Es fundamental en situaciones donde el retraso del tratamiento aumenta la mortalidad, como en la sepsis o la meningitis bacteriana.
Se seleccionan antibióticos contra los patógenos más frecuentes según:
- Síndrome clínico (ejemplos: neumonía, infección urinaria)
- Epidemiología local (ej.: prevalencia de Streptococcus pneumoniae resistente)
- Factores del paciente (inmunosupresión, comorbilidades)[7]

### Características clave
1. Amplio espectro inicial: Ejemplo: ceftriaxona + azitromicina para neumonía adquirida en la comunidad
2. Reevaluación: Ajuste a espectro reducido al identificar el patógeno
3. Factores considerados:[8]
  - Gravedad (shock vs infección leve)
  - Comorbilidades (diabetes, inmunosupresión)
  - Resistencia local (MRSA, BLEE)

### Indicaciones
Se recomienda en:
| Situación               | Ejemplos clínicos                                        |
| ----------------------- | -------------------------------------------------------- |
| Infecciones probables   | Meningitis, neumonía, pielonefritis                      |
| Emergencias infecciosas | Sepsis, neutropenia febril, esplenectomizados con fiebre |

### Protocolos de actuación

#### Algoritmo Gravedad-SAFE
- Gravedad del paciente
- Síndrome infeccioso
- Adquisición (comunitaria/nosocomial)
- Factores individuales
- Epidemiología local

| Infección             | Régimen                                   | Consideraciones                         |
| --------------------- | ----------------------------------------- | --------------------------------------- |
| Neumonía comunitaria  | Amoxicilina/Ácido clavulánico + Macrólido | Alternativa en alergia: Fluoroquinolona |
| Meningitis bacteriana | Ceftriaxona + Vancomicina                 | Cubre meningococo y neumococo           |
| Sepsis abdominal      | Piperacilina/Tazobactam                   | Cobertura para anaerobios               |

### Implementación práctica

#### Evaluación inicial:
- Valorar gravedad (escala SOFA, Puntuación NEWS)
- Obtener muestras microbiológicas (hemocultivo, urocultivo) antes de iniciar terapia

La escala quick-SOFA facilita la identificación temprana de pacientes con sepsis y la instauración rápida del tratamiento. La presencia de dolor intenso, bullas, gas tisular o edema a tensión en pacientes con infección de la piel y tejidos subcutáneos son sugestivas de infección necrotizante.

#### Selección del antibiótico:

##### Sepsis sin foco
La escala (quickSOFA) para pacientes con riesgo de fallecer por sepsis se calcula asignando un punto a: presión arterial sistólica {\displaystyle \leq } 100 mmHg, frecuencia respiratoria {\displaystyle \geq } 22/minuto y confusión mental (escala de Glasgow {\displaystyle \leq } 13). Una puntuación de 2 o superior se asocia con un pronóstico vital desfavorable. El tratamiento debe iniciarse durante las primeras 6 horas tras la obtención de 2-3 hemocultivos. En casos de sepsis o shock séptico sin foco infeccioso identificado y con sospecha baja de infección por pseudomonas: vancomicina con ceftriaxona o cefepima o betalactámico/inhibidor de betalactamasa como piperacilina-tazobactam, amoxicilina/clavulánico. Para casos con sospecha de infección por pseudomonas: vancomicina junto a dos de los siguientes: ceftazidima, cefepima, aztreonam, imipenem, meropenem, piperacilina-tazobactam o gentamicina. Se debe evitar seleccionar dos agentes betalactámicos para diversificar la diana de acción de los antimicrobianos seleccionados y mejorar su eficacia. La duración de la terapia suele ser de 7 a 10 días.

##### Neumonía
- Pacientes con Neumonía adquirida en la comunidad que no requieren ingreso: a) levofloxacino o moxifloxacino por 5 días o b) un betalactámico eficaz frente a S. pneumoniae (amoxicilina, amoxicilina/clavulánico o cefuroxima), junto a un macrólido (azitromicina 3-5 días o claritromicina 5 días).
- Pacientes hospitalizados en las salas convencionales: a) combinación de ceftriaxona o cefotaxima más un macrólido (azitromicina o claritromicina) o doxiciclina intravenosa o vía oral o b): levofloxacino o moxifloxacino. En casos de neumonía por aspiración cobertura antibiótica a los anaerobios de la cavidad oral con amoxicilina/clavulánico.
- Pacientes en UCI, tratamiento intravenoso con ceftriaxona o cefotaxima junto a un macrólido o una quinolona (levofloxacino o moxifloxacino). En pacientes con riesgo de infección por microorganismos resistentes o pseudomonas (bronquiectasias o enfermedad pulmonar obstructiva crónica y el uso previo de antimicrobianos o glucocorticoides), tratamiento con quinolonas y un betalactámico (piperacilina-tazobactam, imipenem, meropenem o cefepima). Persistencia de tos o disnea no se consideran una indicación para extender la terapia, siempre que el paciente ha demostrado cierta respuesta clínica. En todos los pacientes con NAC hay que comprobar la resolución radiológica de la infección para descartar una neoplasia subyacente.[2]

#### Monitorización
- Reevaluar a 48-72 horas
- De-escalar según antibiograma[6]

### Riesgos y errores
| Problema            | Ejemplos                             | Consecuencias           |
| ------------------- | ------------------------------------ | ----------------------- |
| Sobretratamiento    | Uso de fluoroquinolonas en virales   | Disbiosis, resistencias |
| Infratratamiento    | Omitir cobertura para Pseudomonas    | Fallo terapéutico       |
| Diagnóstico erróneo | Antibióticos en fiebre no infecciosa | Toxicidad innecesaria   |

## Guía Clínica para la prescripción de antibioterapia empírica en urgencias
La Guía Clínica para la prescripción de antibioterapia empírica de infecciones prevalentes en urgencias es un documento publicado en 2021 por la Sociedad Española de Urgencias y Emergencias (SEMES) y su Grupo de Trabajo de Infecciones en Urgencias (INFURG-SEMES).

#### 1.Neumonía comunitaria (NAC)
| Escenario clínico       | Tratamiento recomendado                     |
| ----------------------- | ------------------------------------------- |
| Ambulatorio             | Amoxicilina/Ácido clavulánico o Ceftriaxona |
| Hospitalario            | Levofloxacino + Ceftriaxona                 |
| NAC grave               | Piperacilina/Tazobactam + Macrólido         |
| Sospecha de Pseudomonas | Cefepima + Ciprofloxacino                   |

- Criterios de estabilidad (HALM):[14]
  - Frecuencia cardíaca < 100 lpm
  - Saturación de O₂ > 90%
  - Presión arterial sistólica > 90 mmHg

#### 2.Infecciones de piel y partes blandas (IPPB)
- Patógeno principal: Staphylococcus aureus (incluyendo SAMR)
- Clasificación:
  - IPPB necrotizante vs no necrotizante
  - Con/sin comorbilidad (Charlson ≥ 3)

#### 3.Agudización de EPOC
| Gravedad                        | Tratamiento                   |
| ------------------------------- | ----------------------------- |
| Leve                            | Amoxicilina/Ácido clavulánico |
| Grave con riesgo de Pseudomonas | Ciprofloxacino IV             |

#### 4.Infecciones urinarias
- Incluye protocolos para:
  - Cistitis no complicada
  - Pielonefritis complicada
  - Prostatitis aguda

#### 5.Infecciones intraabdominalesyshock séptico
- Recomendaciones por foco:
  - Abdominal
  - Fascitis necrotizante
  - Infecciones por enterobacterias productoras de carbapenemasas

### Innovaciones destacadas
- Actualización de espectros antibióticos según patrones locales de resistencia
- Algoritmos para terapia secuencial (IV a oral)
- Criterios de hospitalización basados en evidencia